# Charles Jervas
Charles Jervas o Jarvis (Comtat d'Offaly, 1675? - Londres, 1739), pintor, estudiós de Cervantes i traductor irlandès del segle xviii.
Nascut a Clonlisk, Irlanda, al voltant del 1675, va estudiar a Londres i va estar al servei de Sir Godfrey Kneller entre 1694 i 1695.

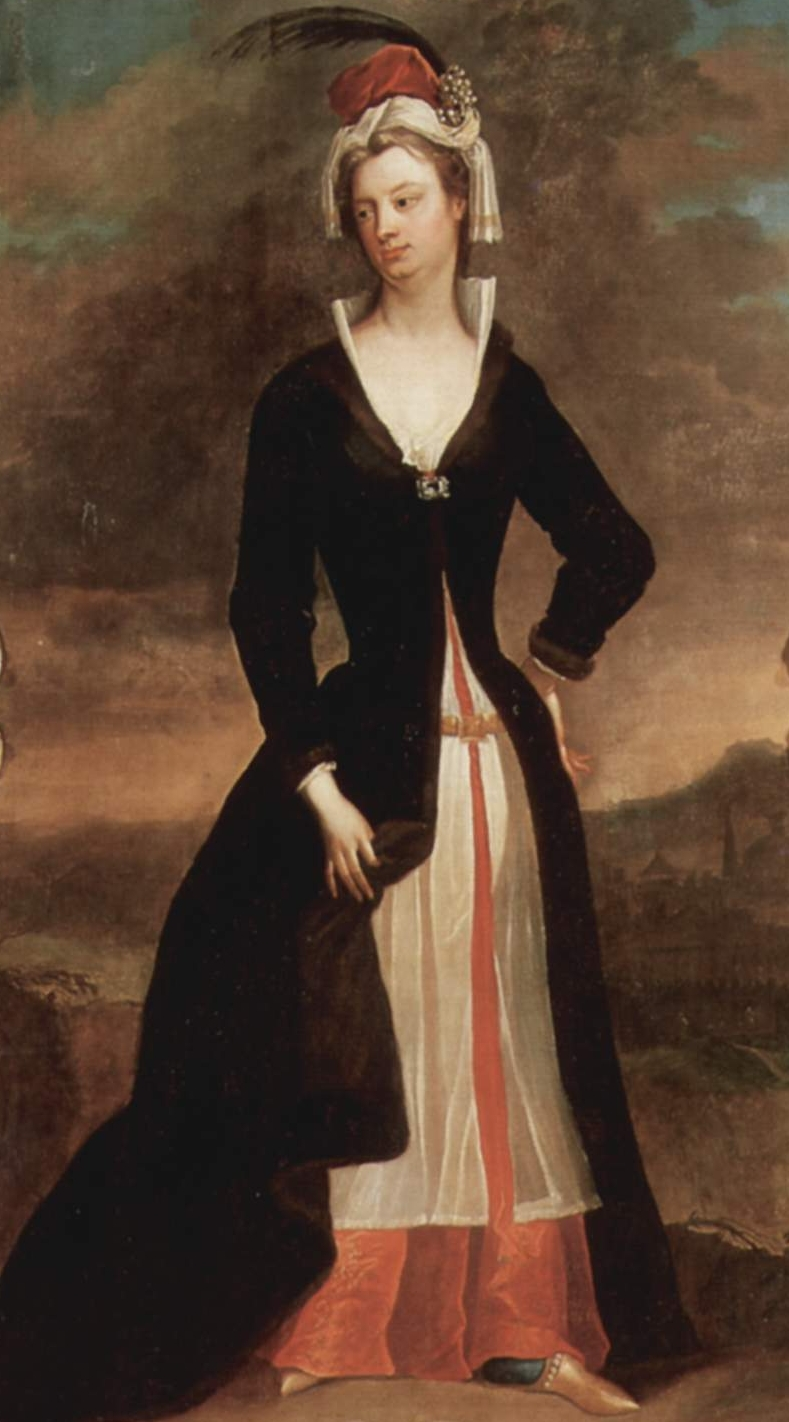
Retrat de Lady Mary Wortley Montagu

Després de fer una sèrie de còpies de Rafael Sanzio per al doctor George Clarke i el Col·legi de Totes les Ànimes a Oxford al voltant de 1698, va viatjar a París i Roma, costejat per Clarke i d'altres mecenes, i va tornar a Londres el 1708, revelant-se com un cotitzat retratista, a qui es deuen alguns dels retrats més coneguts dels escriptors Jonathan Swift i Alexander Pope, per exemple.
El seu Quixot va veure la llum el 1742 de forma pòstuma; inclou notes i la traducció, deguda a John Ozell, de la Vida de Cervantes de Gregori Maians i Siscar, així com il·lustracions de Vanderbank. La seva versió és més exacta que la de Thomas Shelton, però manca de la seva vivacitat.